# Calcio ai Giochi della XX Olimpiade
Il torneo di calcio della XX Olimpiade fu il quindicesimo torneo olimpico ed il sesto ad essere disputato dalle nazionali olimpiche. Si svolse dal 27 agosto al 10 settembre 1972 in sei città (Monaco di Baviera, Augusta, Ingolstadt, Norimberga, Passavia e Ratisbona) e vide la vittoria per la prima volta della Polonia. Per questa edizione del torneo venne adottato come pallone ufficiale Telstar Durlast, una variante della classica palla con dodici pentagoni neri e venti esagoni bianchi.
Potevano essere impiegati solo calciatori dilettanti.

## Squadre partecipanti
Nota bene: nella tabella sottostante si tengono conto solo delle partecipazioni e dei piazzamenti ottenuti dalle nazionali olimpiche.
| Squadre          | Confederazione | Data di qualificazione certa | Motivo della partecipazione                                           | Ultima apparizione     | Miglior risultato                                        |
| ---------------- | -------------- | ---------------------------- | --------------------------------------------------------------------- | ---------------------- | -------------------------------------------------------- |
| Germania Ovest   | UEFA           | 26 aprile 1966               | Rappresentativa nazionale del paese organizzatore                     | Melbourne 1956         | Quarto posto (Helsinki 1952)                             |
| Ungheria         | UEFA           | 26 ottobre 1968              | Campione in carica                                                    | Città del Messico 1968 | Oro (Helsinki 1952, Tokyo 1964 e Città del Messico 1968) |
| Birmania         | AFC            | -                            | Vincitrice del gruppo 2 di qualificazione                             | Esordiente             | -                                                        |
| Brasile          | CONMEBOL       | -                            | 1º classificato nel gruppo unico della seconda fase di qualificazione | Città del Messico 1968 | Quarti di finale (Helsinki 1952)                         |
| Colombia         | CONMEBOL       | -                            | 2ª classificata nel gruppo unico della seconda fase di qualificazione | Città del Messico 1968 | Primo turno (Città del Messico 1968)                     |
| Danimarca        | UEFA           | -                            | Vincitrice del gruppo 4 di qualificazione                             | Roma 1960              | Argento (Roma 1960)                                      |
| Germania Est     | UEFA           | -                            | Vincitrice del gruppo 3 di qualificazione                             | Tokyo 1964             | Bronzo (Tokyo 1964)                                      |
| Ghana            | CAF            | -                            | Vincitore del gruppo 2 di qualificazione                              | Città del Messico 1968 | Quarti di finale (Tokyo 1964)                            |
| Iran             | AFC            | -                            | Vincitore del gruppo 3 di qualificazione                              | Tokyo 1964             | Primo turno (Tokyo 1964)                                 |
| Malaysia         | AFC            | -                            | Vincitrice del gruppo 1 di qualificazione                             | Esordiente             | -                                                        |
| Marocco          | CAF            | -                            | Vincitore del gruppo 1 di qualificazione                              | Tokyo 1964             | Primo turno (Tokyo 1964)                                 |
| Messico          | CONCACAF       | -                            | 1º classificato nel gruppo unico della seconda fase di qualificazione | Città del Messico 1968 | Quarto posto (Città del Messico 1968)                    |
| Polonia          | UEFA           | -                            | Vincitrice del gruppo 2 di qualificazione                             | Roma 1960              | Ottavi di finale (Helsinki 1952)                         |
| Stati Uniti      | CONCACAF       | -                            | 2ª classificati nel gruppo unico della seconda fase di qualificazione | Melbourne 1956         | Quarti di finale (Melbourne 1956)                        |
| Sudan            | CAF            | -                            | Vincitore del gruppo 3 di qualificazione                              | Esordiente             | -                                                        |
| Unione Sovietica | UEFA           | -                            | Vincitrice del gruppo 1 di qualificazione                             | Melbourne 1956         | Oro (Melbourne 1956)                                     |

## Stadi
| Città             | Stadio            | Capacità |
| ----------------- | ----------------- | -------- |
| Monaco di Baviera | Stadio Olimpico   | 69.250   |
| Augusta           | Rosenaustadion    | 28.000   |
| Ingolstadt        | ESV-Stadion       | 11.418   |
| Passavia          | Dreiflüssestadion | 20.000   |
| Norimberga        | Sportpark Zabo    | -        |
| Ratisbona         | Jahnstadion       | 10.724   |

## Formula
Le sedici squadre vennero divise in quattro gironi all'italiana di quattro squadre ciascuno. Le prime due classificate di ogni girone si sarebbero qualificate per la seconda fase a gruppi.
La seconda fase a gruppi prevedeva altri due gironi all'italiana di quattro squadre ciascuno. Le prime classificate si sarebbero qualificate per la finale per il 1º posto. Le seconde si sarebbero affrontate nella finale per il 3º posto.

## Risultati

### Prima fase a gruppi

#### Gruppo A
| Squadra        | P.ti | G | V | N | P | GF | GS | DR  |
| -------------- | ---- | - | - | - | - | -- | -- | --- |
| Germania Ovest | 6    | 3 | 3 | 0 | 0 | 13 | 0  | +13 |
| Marocco        | 3    | 3 | 1 | 1 | 1 | 6  | 3  | +3  |
| Malaysia       | 2    | 3 | 1 | 0 | 2 | 3  | 9  | -6  |
| Stati Uniti    | 1    | 3 | 0 | 1 | 2 | 0  | 10 | -10 |

| Augusta 27 agosto 1972 | Marocco  | 0 – 0 referto | Stati Uniti | Rosenaustadion (4.000 spett.)\| Arbitro: \| Glöckner \| |
| Arbitro:               | Glöckner |               |             |                                                         |

| Arbitro: | Marques |

|                               |           |  |
| Worm 56’ Kalb 71’ Seliger 82’ | Marcatori |  |

| Arbitro: | Øberg |

|                                   |           |  |
| Abdullah 8’ Salleh 67’ Zawawi 77’ | Marcatori |  |

| Arbitro: | Babacan |

|                                            |           |  |
| Nickel 30’ (rig.), 33’ (rig.) Hitzfeld 53’ | Marcatori |  |

| Arbitro: | García |

|                                                             |           |  |
| Nickel 17’, 43’, 70’, 86’ Hitzfeld 47’ Seliger 62’ Bitz 79’ | Marcatori |  |

| Arbitro: | Palotai |

|                                                         |           |  |
| Benkhrif 16’ Faras 19’, 21’, 25’ El Filali 56’ Tati 85’ | Marcatori |  |

#### Gruppo B
| Squadra          | P.ti | G | V | N | P | GF | GS | DR |
| ---------------- | ---- | - | - | - | - | -- | -- | -- |
| Unione Sovietica | 6    | 3 | 3 | 0 | 0 | 7  | 2  | +5 |
| Messico          | 4    | 3 | 2 | 0 | 1 | 3  | 4  | -1 |
| Birmania         | 2    | 3 | 1 | 0 | 2 | 2  | 2  | 0  |
| Sudan            | 0    | 3 | 0 | 0 | 3 | 1  | 5  | -4 |

| Arbitro: | Schulenburg |

|             |           |  |
| Kolotov 51’ | Marcatori |  |

| Arbitro: | Francescon |

|           |           |  |
| Manzo 16’ | Marcatori |  |

| Arbitro: | Quarshie |

|             |           |  |
| Cuéllar 86’ | Marcatori |  |

| Arbitro: | Biwersi |

|                                      |           |            |
| Evrjužihin 42’ (rig.) Zanazanjan 44’ | Marcatori | 59’ El Din |

| Arbitro: | Srodecki |

|                               |           |  |
| Soe Than 7’ Aung Moe Thin 61’ | Marcatori |  |

| Arbitro: | Pestarino |

|                                  |           |          |
| Blochin 7’, 13’, 14’ Semënov 58’ | Marcatori | 60’ Razo |

#### Gruppo C
| Squadra   | P.ti | G | V | N | P | GF | GS | DR |
| --------- | ---- | - | - | - | - | -- | -- | -- |
| Ungheria  | 5    | 3 | 2 | 1 | 0 | 9  | 2  | +7 |
| Danimarca | 4    | 3 | 2 | 0 | 1 | 7  | 4  | +3 |
| Iran      | 2    | 3 | 1 | 0 | 2 | 1  | 9  | -8 |
| Brasile   | 1    | 3 | 0 | 1 | 2 | 4  | 6  | -2 |

| Arbitro: | Velasquez |

|                                               |           |  |
| Dunai A. 31’, 48’, 90+1’ Varadi 52’ Kozma 81’ | Marcatori |  |

| Arbitro: | Kazakov |

|                               |           |                          |
| Simonsen 28’, 83’ Røntved 50’ | Marcatori | 68’ Dirceu 69’ Zé Carlos |

| Arbitro: | Ziani |

|                                             |           |  |
| Hansen H. 16’, 58’ Simonsen 39’ Nygaard 44’ | Marcatori |  |

| Arbitro: | Mullan |

|                        |           |                         |
| Dunai A. 4’ Juhász 84’ | Marcatori | 67’ Pedrinho 73’ Dirceu |

| Arbitro: | Schulemburg |

|            |           |  |
| Halvai 63’ | Marcatori |  |

| Arbitro: | Oei Poh Hwa |

|  |           |                   |
|  | Marcatori | 17’, 84’ Dunai E. |

#### Gruppo D
| Squadra      | P.ti | G | V | N | P | GF | GS | DR  |
| ------------ | ---- | - | - | - | - | -- | -- | --- |
| Polonia      | 6    | 3 | 3 | 0 | 0 | 11 | 2  | +9  |
| Germania Est | 4    | 3 | 2 | 0 | 1 | 11 | 3  | +8  |
| Colombia     | 2    | 3 | 1 | 0 | 2 | 5  | 12 | -7  |
| Ghana        | 0    | 3 | 0 | 0 | 3 | 1  | 11 | -10 |

| Arbitro: | Wuertz |

|                                              |           |  |
| Kreische 19’, 89’ Streich 45’ Sparwasser 66’ | Marcatori |  |

| Arbitro: | Salih Gindil |

|                                      |           |           |
| Deyna 16’, 32’ Gadocha 42’, 49’, 72’ | Marcatori | 63’ Morón |

| Arbitro: | Aouissi |

|                                                                       |           |              |
| Streich 1’, 10’ Sparwasser 9’ Ducke 31’ Vogel 85’ Kreische 88’ (rig.) | Marcatori | 38’ Espinosa |

| Arbitro: | Lee Kan-Chee |

|                                         |           |  |
| Lubański 40’ Gadocha 59’, 89’ Deyna 86’ | Marcatori |  |

| Arbitro: | Tschenscher |

|                                  |           |            |
| Morón 56’ Torres 60’ Montano 82’ | Marcatori | 79’ Sunday |

| Arbitro: | Winsemann |

|                |           |             |
| Gorgoń 6’, 63’ | Marcatori | 45’ Streich |

### Seconda fase a gruppi

#### Gruppo 1
| Squadra        | P.ti | G | V | N | P | GF | GS | DR |
| -------------- | ---- | - | - | - | - | -- | -- | -- |
| Ungheria       | 6    | 3 | 3 | 0 | 0 | 8  | 1  | +7 |
| Germania Est   | 4    | 3 | 2 | 0 | 1 | 10 | 4  | +6 |
| Germania Ovest | 1    | 3 | 0 | 1 | 2 | 4  | 8  | -4 |
| Messico        | 1    | 3 | 0 | 1 | 2 | 1  | 10 | -9 |

| Arbitro: | Marques |

|                       |           |  |
| Dunai A. 60’ Tóth 66’ | Marcatori |  |

| Arbitro: | Oei Poh Hwa |

|             |           |             |
| Hitzfeld 5’ | Marcatori | 69’ Cuéllar |

| Arbitro: | Namdar |

|                                                                          |           |  |
| Ganzera 34’ Sparwasser 39’, 51’, 89’ Streich 48’ Kreische 72’ Häfner 79’ | Marcatori |  |

| Arbitro: | Pestarino |

|                                       |           |              |
| Dunai E. 14’ Dunai A. 43’ Kü 75’, 87’ | Marcatori | 33’ Hitzfeld |

| Arbitro: | Lee Kan-Chee |

|                         |           |  |
| Dunai A. 35’ Kocsis 53’ | Marcatori |  |

| Arbitro: | Mullan |

|                                      |           |                         |
| Pommerenke 10’ Streich 53’ Vogel 82’ | Marcatori | 31’ Hoeneß 68’ Hitzfeld |

#### Gruppo 2
| Squadra          | P.ti | G | V | N | P | GF | GS | DR  |
| ---------------- | ---- | - | - | - | - | -- | -- | --- |
| Polonia          | 5    | 3 | 2 | 1 | 0 | 8  | 2  | +6  |
| Unione Sovietica | 4    | 3 | 2 | 0 | 1 | 8  | 2  | +6  |
| Danimarca        | 3    | 3 | 1 | 1 | 1 | 4  | 6  | -2  |
| Marocco          | 0    | 3 | 0 | 0 | 3 | 1  | 11 | -10 |

| Arbitro: | Velasquez |

|                                       |           |  |
| Semënov 1’ Kolotov 15’ Jelisjejev 69’ | Marcatori |  |

| Arbitro: | Aouissi |

|               |           |           |
| Hansen H. 27’ | Marcatori | 36’ Deyna |

| Arbitro: | Øberg |

|             |           |                                |
| Blochin 28’ | Marcatori | 79’ (rig.) Deyna 87’ Szołtysik |

| Arbitro: | Winsemann |

|                            |           |            |
| Bak 55’, 83’ Printzlau 90’ | Marcatori | 89’ Merzaq |

| Arbitro: | Babacan |

|                                               |           |  |
| Kolotov 20’ Semënov 28’ Blochin 55’ Szabó 88’ | Marcatori |  |

| Arbitro: | Francescon |

|                                                           |           |  |
| Kmiecik 3’ Lubański 10’ Deyna 45’ (rig.), 63’ Gadocha 53’ | Marcatori |  |

### Finali

#### Finale per il 3º posto
| Arbitro: | Marques |

|                             |           |                               |
| Blokhin 10’ Khurtsilava 30’ | Marcatori | 33’ (rig.) Kreische 78’ Vogel |

#### Finale
| Arbitro: | Tschenscher |

| |            | |
| Deyna 47’, 68’ | Marcatori  | 42’ Váradi |
| · Kostka · Gorgoń · Anczok · Ćmikiewicz · Maszczyk · Szołtysik · 76’ Deyna · Lubański · Gadocha · Kraska · Gut · A disposizione: · Szeja · 76’ Szymczak · Kmiecik · Ostafiński · Marx · Jarosik · Lato · Szymanowski | Formazioni | · Géczi · Vépi · Páncsics · Juhász · Szűcs · Kozma · Dunai A. 79’ · Kű 74’ · Váradi · Dunai E. · Bálint · A disposizione: · Rothermel · Tóth 79’ · Kovács · Branikovits · Kocsis 74’ · Básti · Rapp · Vidáts |
| Górski | Allenatori | Illovszky |

## Podio
| 2º posto Ungheria | Campione olimpico di calcio maschile Polonia 1º titolo | 3º posto Germania Est ed Unione Sovietica |

| Pos | Squadra          | Formazione |
| --- | ---------------- | --- |
|     | Polonia          | Zygmunt Anczok, Lesław Ćmikiewicz, Kazimierz Deyna, Robert Gadocha, Jerzy Gorgoń, Zbigniew Gut, Andrzej Jarosik, Kazimierz Kmiecik, Hubert Kostka, Jerzy Kraska, Grzegorz Lato, Włodzimierz Lubański, Zygmunt Maszczyk, Joachim Marx, Marian Ostafiński, Marian Szeja, Zygfryd Szołtysik, Antoni Szymanowski, Ryszard Szymczak. All. Kazimierz Górski.                        |
|     | Ungheria         | László Bálint, István Básti, László Branikovits, Antal Dunai, Ede Dunai, István Géczi, Péter Juhász, Lajos Kocsis, József Kovács, Mihály Kozma, Lajos Kű, Miklós Páncsics, Imre Rapp, Ádám Rothermel, Lajos Szűcs, Kálmán Tóth, Béla Váradi, Péter Vépi, Csaba Vidáts. All. Rudolf Illovszky.                                                                                 |
|     | Germania Est     | Bernd Bransch, Jürgen Croy, Peter Ducke, Frank Ganzera, Reinhard Häfner, Harald Irmscher, Hans-Jürgen Kreische, Lothar Kurbjuweit, Jürgen Pommerenke, Dieter Schneider, Ralf Schulenberg, Wolfgang Seguin, Jürgen Sparwasser, Joachim Streich, Axel Tyll, Eberhard Vogel, Siegmar Wätzlich, Konrad Weise, Manfred Zapf. All. Georg Buschner.                                  |
|     | Unione Sovietica | Arkadyj Andreasjan, Oleg' Blochin, Revaz Dzodzuašvili, Gennadij Evrjužichin, Jurij Istomin, Andrej Jakubik, Jurij Jelisjejev, Vladimir Kapličnyj, Murtaz Churcilava, Viktor Kolotov, Anatolij Kuksov, Evgenij Lovčev, Sergej Ol'šanskij, Vladimir Onišenko, Vladimir Pil'guj, Evgenij Rudakov, József Szabó, V″jačeslav Semenov, Oganes Zanazanjan. All. Aleksandr Ponomarëv. |

## Classifica marcatori
9 reti
- Deyna (2 rigori)

7 reti
- Dunai A.

6 reti
- Streich
- Nickel (2 rigori)
- Gadocha
- Blochin

5 reti
- Kreische (2 rigori)
- Sparwasser
- Hitzfeld

3 reti
- Hansen H.
- Simonsen
- Vogel
- Faras
- Dunai E.
- Kolotov
- Semënov

2 reti
- Dirceu
- Morón
- Bak
- Seliger
- Cuéllar
- Gorgoń
- Lubański
- Kü
- Váradi

1 rete
- Aung Moe Thin
- Soe Than
- Pedrinho
- Zé Carlos
- Espinosa
- Montano
- Torres
- Nygaard
- Printzlau
- Røntved
- Ducke
- Ganzera
- Häfner
- Pommerenke
- Bitz
- Hoeneß
- Kalb
- Worm
- Sunday
- Halvai
- Abdullah
- Salleh
- Zawawi

- Benkhrif
- El Filali
- Merzaq
- Tati
- Manzo
- Razo
- Kmiecik
- Szołtysik
- El Din
- Juhász
- Kocsis
- Kozma
- Tóth
- Evrjužichin (1 rigore)
- Jelisjejev
- Khurtsilava
- Szabó
- Zanazanjan